# Cybaeodes molara
Cybaeodes molara är en spindelart som först beskrevs av Roewer 1960.  Cybaeodes molara ingår i släktet Cybaeodes och familjen månspindlar. Inga underarter finns listade i Catalogue of Life.